# European Land-Robot Trial

Logo der European Robotics

European Land-Robot Trial (ELROB; deutsch: Europäische Land-Roboter-Erprobung) ist eine europäische Veranstaltung zur Erprobung der Fähigkeiten moderner Roboter.
ELROB ist kein Wettbewerb wie beispielsweise das US-amerikanische DARPA Grand Challenge, sondern eine reine Eignungsprüfung dessen, was europäische Robotik aktuell zu leisten im Stande ist. Die Szenarien bilden realistische Einsatzszenarien im militärischen und zivilen Bereich nach, ohne diese durch künstliche Einschränkungen (zum Beispiel gut erkennbare Fahrbahnmarkierungen) zu vereinfachen. Für die teilnehmenden Teams ergibt sich daraus ein enormer Anspruch an ihre Systeme.
Die erste ELROB wurde 2006 von der Bundeswehr durchgeführt und fand vom 15. bis 18. Mai 2006 auf dem Truppenübungsplatz bei Hammelburg statt. Ziel der ersten Veranstaltung war es, die Entwicklung von in absehbarer Zeit zu realisierenden unbemannten Bodenfahrzeuge für den militärischen Einsatz zu fördern.
Die Idee zur ELROB hatte die Organisation „European Robotics“, die sich zum Ziel gesetzt hat, Wissenschaft, Industrie und Anwender von Verteidigungs- und Sicherheitsrobotern zusammenzubringen und so deren Weiterentwicklung zu fördern.
Laut Frank E. Schneider, Vorsitzender von „European Robotics“ und Leiter der ELROB, findet die Veranstaltung in Zukunft jährlich statt. In geraden Jahren in Form der M-ELROB mit militärischer Ausrichtung und in ungeraden Jahren als C-ELROB mit zivilem Fokus.
Zugelassen sind akademische und kommerzielle Teilnehmer aus europäischen Ländern.

## Zivile ELROB
Die zivile ELROB (auch mit C-ELROB abgekürzt) findet alle zwei Jahre im Wechsel mit der militärischen ELROB statt. Sie wurde ins Leben gerufen, um auch Teams (hauptsächlich von Universitäten), die nicht an einer militärischen Ausrichtung interessiert sind, eine Möglichkeit zur Teilnahme zu bieten. Da hier das Militär nicht als potentieller Auftraggeber umworben werden kann, ist aber auch gleichzeitig das Interesse der Rüstungsindustrie an der zivilen ELROB geringer. Leider gibt es bisher kein Team, das ausschließlich an der C-ELROB teilnimmt. Die ganze Organisation der C-ELROB ist deutlich entspannter als die der M-ELROB und die Atmosphäre ist schon fast familiär. Die Teams sehen die C-ELROB weniger als Wettbewerb oder Leistungsschau, sondern eher als Möglichkeit, ihre Systeme in realistischen Feldversuch zu testen und frische Daten aus einer völlig anderen Umgebung aufzunehmen, aus denen sie dann neue Erkenntnisse ziehen können.
Der Veranstalter sieht die C-ELROB als Möglichkeit, die Forschung in bestimmten Kernbereichen gezielt weiterzuentwickeln. Dies wird durch die Wahl und Gestaltung der Szenarien erreicht, die zusammen mit den Teilnehmern in User-Meetings vor der Veranstaltung definiert werden. Eine weitere Absicht ist, die Zusammenarbeit von Forschung und Industrie zu beleben, was auch schon mit Kooperationen insbesondere bei den Camp Security Szenario geschehen ist.

### Szenarien
Grundsätzlich gilt zu den Szenarien, dass diese immer mit einem möglichst hohen Grad an Autonomie zu bewältigen sind. Außerdem ist das Gelände im Vorfeld nicht oder nur sehr kurzfristig bekannt, so dass die Teams keine ausführliche Karte des Gebiets erstellen können. Die Gebiete werden den Teilnehmern durch GPS-Koordinaten und Luftbilder beschrieben.

#### Überwachung und Aufklärung (Reconnaissance and surveillance)
Die Aufgabe im Szenario „Überwachung und Aufklärung“ ist es, so autonom wie möglich ein vordefiniertes Gebiet zu erreichen und aufzuklären. Bei der Aufklärung sollen interessante Punkte (die gesondert markiert sind) gefunden werden. Von den Punkten soll die Position ermittelt und ein Foto angefertigt werden und als Ergebnis an die Juroren weitergegeben werden. Außerdem soll, wenn möglich, innerhalb der Zeit zum Ausgangspunkt zurückgekehrt werden.

#### Autonome Navigation und Aufklärung
Das Ziel des Szenarios „Autonome Navigation und Aufklärung“ ist es, möglichst autonom einer vordefinierten Route zu folgen, die einige Kilometer lang ist. Während dieser Fahrt sollen, ebenfalls autonom, interessante Punkte gefunden und lokalisiert werden. Die Position der Punkte und ein Foto soll als Ergebnis den Juroren übergeben werden.

#### Camp Security
Das „Camp-Security“-Szenario erfordert es, ein vordefiniertes Gebiet möglichst autonom zu überwachen und nach (markierten) Eindringlingen zu suchen. Diese Eindringlinge sollen „gefasst“ werden, was bedeutet, dass sich der Roboter auf sie zubewegt und vor ihnen stehen bleibt. Von dem gefassten Eindringling ist ein Foto und die Position, an der er gefasst wurde, als Ergebnis abzuliefern.

#### Transport Mule
Die Aufgabe im „Transport-Mule“-Szenario ist es, möglichst oft mit dem Roboter zwischen zwei definierten Punkten hin und her zu pendeln. Die Idee ist, zwischen zwei Punkten einen Shuttle Service zu installieren, der zum Beispiel den Transport von Gütern übernehmen kann. Auch hier sollte so viel Autonomie wie möglich eingesetzt werden.

### Vergangene zivile ELROBs

#### 2007

ELROB 2007 Logo

Die C-ELROB 2007 fand vom 13. bis 16. August in Monte Ceneri in der Schweiz (Kanton Tessin) statt. Das Gebiet für die Szenarien lag zum Teil auf einer LKW-Teststrecke der Schweizer Armee, die sehr hohe Anforderungen an die Fahrzeuge stellte.
Auf dieser ELROB tauchte das erste Mal das Szenario „Autonome Navigation und Aufklärung“ auf. Es wurde auf vielfachen Wunsch eingeführt, um auch größeren Fahrzeugen ein Szenario zu bieten, in dem sie ihre Fähigkeiten zeigen können. Außerdem gab es drei Versionen des „Überwachung-und-Aufklärung“-Szenarios. Eines fand in städtischem Gebiet (und damit auch innerhalb von Gebäuden) statt, das zweite in nichturbanem Umfeld und das dritte legte besonderen Wert auf die Verbindung von UAVs und UGVs.
Alle Szenarien hatten im Jahr 2007 eine maximale Laufzeit von 45 Minuten.
Das Ergebnis 2007 war, dass es mittlerweile einige halb autonome Assistenzfunktionen gibt und es möglich ist, auch in schwierigem Terrain zu navigieren. Viele Teams wurden allerdings von der Realität überrascht und hatten schwere Probleme mit der Funkkommunikation und auch der Energieversorgung.
Insgesamt haben 2007 14 Teams teilgenommen, neun aus Deutschland, zwei aus Polen und jeweils ein Team aus Finnland, der Schweiz und Portugal.

#### 2009

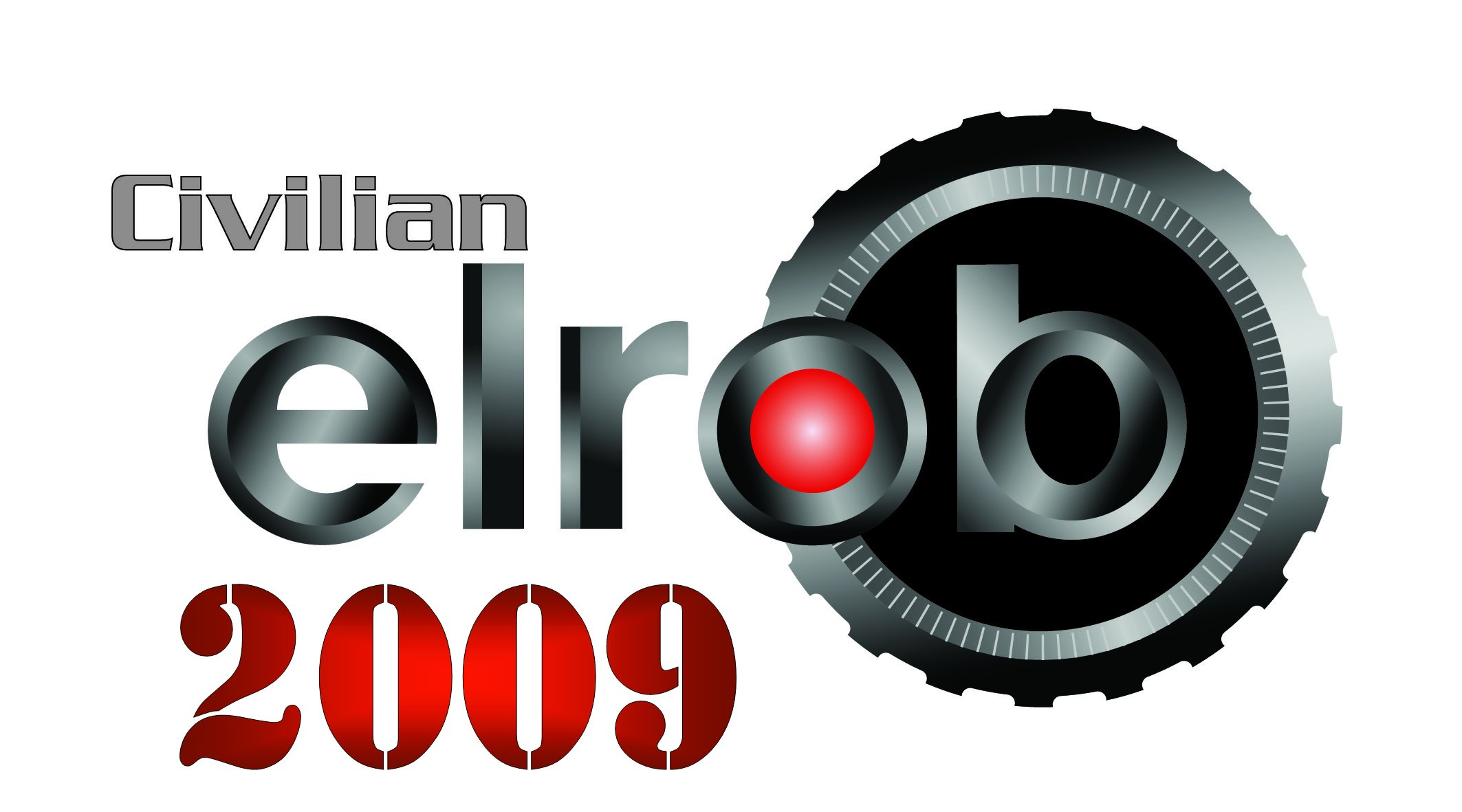
ELROB 2009 Logo

Die zivile ELROB 2009 fand vom 15. bis 17. Juni in Oulu, Finnland statt. Als Gelände wurden ein ehemaliger Tiergarten und ein Stück öffentlicher Wald in der Nähe der Universität Oulu genutzt.
Die Szenarien orientierten sich sehr stark an der militärischen ELROB 2008. Dies geschah auf den ausdrücklichen Wunsch der Teilnehmer nach mehr Kontinuität in den Szenarien, um sich nicht jedes Jahr auf völlig veränderte Bedingungen einstellen zu müssen. Daher gab es auf dieser zivilen ELROB folgende vier Szenarien: Überwachung und Aufklärung, Autonome Navigation, Camp Security und Transport Mule. Außerdem hat man sich darauf geeinigt, alle „interessanten Punkte“ und auch die Eindringlinge im Camp Security Szenario mit ERICards zu markieren, da Computer Vision kein Schwerpunkt der Veranstaltung sein sollte. Die Laufzeit der Szenarien war auf 60 Minuten begrenzt.
Zur ELROB 2009 kamen zehn Teams nach Finnland, davon sieben aus Deutschland und jeweils eins aus Frankreich, Polen und Finnland.

#### 2011
Die zivile ELROB 2011 fand vom 20. bis 24. Juni in Leuven, Belgien statt.

#### 2016
Die ELROB 2016 findet Von 20. bis 24. Juni 2016 auf dem Übungsplatz „Tritolwerk“ bei Wiener Neustadt statt. Das Österreichische Bundesheer unterstützt diesen Wettbewerb als Co-Veranstalter und Gastgeber und nimmt mit einem Team teil.

## Militärische ELROB
Die Organisation der militärischen ELROB (auch mit M-ELROB abgekürzt), ist ganz klar darauf ausgerichtet, Roboter-Systeme zu identifizieren, die die vom Militär gestellten Aufgaben erfüllen können. Daher orientieren sich die Aufgaben sehr stark an realen Einsatzszenarien der deutschen Bundeswehr und auch an den zu erwartenden Bedingungen. So ist es zum Beispiel keine Überraschung, dass aufgrund dichten Baumwuchses auf der M-ELROB 2008 Funkverbindungen nur sehr instabil waren und über große Entfernungen überhaupt nicht realisiert werden konnten.
Da das Militär der Endanwender der Systeme sein soll, ist für die (industriellen) Teilnehmer hier ein Vorteil, dass sie auf den Anwender treffen, sich mit diesem austauschen können und ihre Systeme im Einsatz vorführen können. Gleichzeitig lernen sie die Wünsche des Kunden kennen und werden durch die Szenarien auf mögliche Probleme der Systeme hingewiesen.
Es wird hoher Wert darauf gelegt, dass die antretenden Systeme kurzfristig realisiert und eingesetzt werden können. Es soll bekannte Technologie genutzt werden, um reale Problemstellungen zu bearbeiten. Allerdings gibt es keine Garantien für Aufträge durch die deutsche Bundeswehr.

### Szenarien
Die Szenarien der militärischen ELROBs entsprechen realen militärischen Situationen wie Aufklärungs- und Überwachungseinsätzen. Grundsätzlich gilt, dass die Szenarien immer mit möglichst hoher Autonomie zu bewältigen sind. Außerdem ist das Gelände im Vorfeld nicht oder nur sehr kurzfristig bekannt, so dass die Teams keine ausführliche Karte des Gebiets erstellen können. Die Gebiete werden den Teilnehmern durch GPS-Koordinaten und Luftbilder beschrieben.

#### Überwachung und Aufklärung (Reconnaissance and surveillance)
Die Aufgabe im Szenario „Überwachung und Aufklärung“ ist es, so autonom wie möglich, ein vordefiniertes Gebiet zu erreichen und aufzuklären. Bei der Aufklärung sollen interessante Punkte (die gesondert markiert sind) gefunden werden. Von den Punkten soll die Position ermittelt und ein Foto angefertigt werden und als Ergebnis an die Juroren weitergegeben werden. Außerdem soll, wenn möglich, innerhalb der Zeit zum Ausgangspunkt zurückgekehrt werden.

#### Autonome Navigation und Aufklärung
Das Ziel des Szenarios „Autonome Navigation und Aufklärung“ ist es, möglichst autonom einer vordefinierten Route zu folgen, die einige Kilometer lang ist. Während dieser Fahrt sollen, ebenfalls autonom, interessante Punkte gefunden und lokalisiert werden. Die Position der Punkte und ein Foto soll als Ergebnis den Juroren übergeben werden.

#### Camp Security
Das „Camp-Security“-Szenario erfordert, ein vordefiniertes Gebiet möglichst autonom zu überwachen und nach (markierten) Eindringlingen zu suchen. Diese Eindringlinge sollen „gefasst“ werden, was bedeutet, dass sich der Roboter auf sie zubewegt und vor ihnen stehen bleibt. Von dem gefassten Eindringling ist ein Foto und die Position, an der er gefasst wurde, als Ergebnis abzuliefern.

#### Transport Konvoi
Im „Transport-Konvoi“-Szenario sollen mindestens zwei Fahrzeuge so schnell wie möglich zu einem mehrere Kilometer entfernten Zielpunkt navigiert werden. Dabei soll eine Ladung von etwa 50 kg transportiert werden. Eines der Fahrzeuge darf bemannt sein, so dass die Aufgabe zum Beispiel auf das autonome Verfolgen eines vorausfahrenden Fahrzeugs reduziert werden kann.

#### Transport Mule
Die Aufgabe im „Transport-Mule“-Szenario ist, möglichst oft mit dem Roboter zwischen zwei definierten Punkten hin und her zu pendeln. Die Idee ist, zwischen zwei Punkten einen Shuttle Service zu installieren, der den Transport von Gütern übernehmen kann. Auch hier sollte so viel Autonomie wie möglich eingesetzt werden.

### Vergangene militärische ELROBs

#### 2006
Die militärische ELROB 2006 fand vom 15. bis 18. Mai 2006 auf dem Truppenübungsplatz bei Hammelburg statt.
Im Jahr 2006 fand die erste ELROB statt und es sollte sich zuerst einmal ein Bild der Möglichkeiten gemacht werden, die Robotik bieten kann. So gab es ein Szenario für die Navigation in urbanem Gelände, was auch das Eindringen in Gebäude einschloss und eines für die Navigation in nichturbanem Gelände mit unwegsamen Bereichen und starken Steigungen. Die Szenarien fielen in die Kategorie „Überwachung und Aufklärung“ und hatten eine maximale Fahrzeit von 30 Minuten.
Im Jahr 2006 nahmen 18 Teams teil, davon elf aus Deutschland, drei aus Großbritannien, zwei aus der Schweiz und jeweils ein Team aus Portugal und Frankreich.

#### 2008

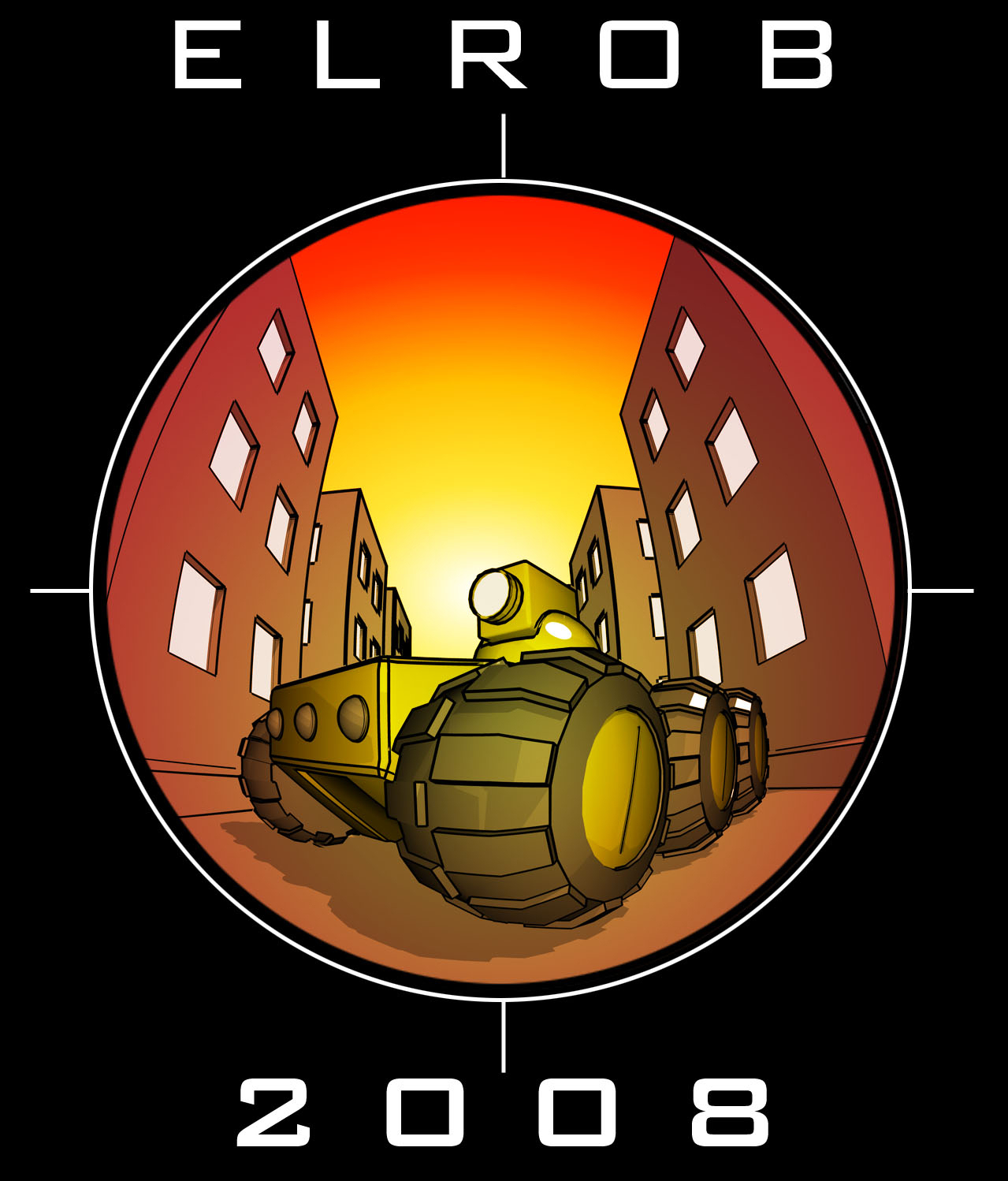
ELROB 2008 Logo

Die militärische ELROB 2008 fand vom 30. Juni bis zum 3. Juli 2008 auf dem Truppenübungsplatz bei Hammelburg statt.
Die Szenarien im Jahr 2008 waren schon deutlich vielfältiger als 2006. Es gab „Überwachung und Aufklärung“, „Autonome Navigation“, „Transport Konvoi“, „Transport Mule“ und „Camp Security“. Diese Szenarien forderten von den Systemen sehr unterschiedliche Fertigkeiten. Außerdem war durch die dichte Bewaldung keine sehr stabile Funkverbindung möglich. Das „Überwachung und Aufklärung“-Szenario fand in einer Version tagsüber statt, und nach erfolgreicher Qualifikation am Tage auch für einige Teilnehmer in der Nacht. Die maximale Laufzeit der Szenarien betrug jeweils 60 Minuten.
Das Ergebnis der ELROB 2008 war für die Organisatoren, dass ferngesteuerte UGVs zwar mehr oder weniger einsatzbereit sind, sich aber aufgrund der benötigten Funkverbindung nur für Einsätze in der unmittelbaren Nähe des Operateurs eignen. Autonome Assistenzfunktionen, wie zum Beispiel die Wegpunkt-Navigation sind ebenfalls verfügbar und erleichtern den Einsatz bei schlechten Funkverbindungen enorm. Zur ELROB 2008 kamen 17 Teams, davon elf aus Deutschland, zwei aus Großbritannien und jeweils ein Team aus Italien, den Niederlanden, Frankreich und Finnland.
Die Teilnahme des autonomen Fahrzeuges MuCar-3 der Universität der Bundeswehr München an der ELROB 2008 bildet eine Episode des Dokumentarfilms Plug & Pray, der die Rolle von autonomen oder teilautonomen Robotern in der Gesellschaft untersucht.

#### 2010
Die militärische ELROB 2010 fand vom 17. Juni bis zum 20. Juni 2010 auf dem Truppenübungsplatz bei Hammelburg statt.

#### 2012
Die militärische ELROB 2012 fand vom 24. bis zum 28. September 2012 auf dem Waffenplatz Thun der Schweizer Armee statt.